# Ostrów (powiat włoszczowski)
Ostrów – wieś w Polsce położona w województwie świętokrzyskim, w powiecie włoszczowskim, w gminie Krasocin.
| SIMC    | Nazwa   | Rodzaj                  |
| ------- | ------- | ----------------------- |
| 0246161 | Belina  | przysiółek (do 2023 r.) |
| 0246161 | Folwark | przysiółek              |
| 0246072 | Wyszyce | przysiółek              |

W latach 1975–1998 miejscowość należała administracyjnie do województwa kieleckiego.